# Vakkasaaret
Vakkasaaret är en ö i Finland. Den ligger i sjön Haukivesi och i kommunen Nyslott i  landskapet Södra Savolax, i den sydöstra delen av landet, 290 km nordost om huvudstaden Helsingfors. Öns area är 0,8 hektar och dess största längd är 150 meter i sydväst-nordöstlig riktning.  Notera att namnet antyder att det är fråga om flera öar.